# 郡川東塚古墳
郡川東塚古墳（こおりがわひがしづかこふん）は、大阪府八尾市郡川にあった古墳。形状は前方後円墳。現在では墳丘は失われている。
東高野街道を挟んで郡川西塚古墳と東西に相対する。

## 概要
大阪府東部、生駒山地西麓に広がる扇状地の末端部に築造された古墳である。1897年（明治30年）の開墾中に石室が発見されて副葬品が多数出土したほか、墳丘は近年まで宅地庭園内の築山として残存していたが、2000-2001年度（平成12-13年度）の確認調査ののちに消滅している。
墳丘は前方後円形で、郡川西塚古墳と墳丘主軸をほぼ揃えて前方部を北方向に向けた。墳丘は2段築成と推定される。墳丘外表では葺石・円筒埴輪列（朝顔形埴輪含む）のほか、形象埴輪（蓋形埴輪）が検出されている。墳丘周囲には盾形と見られる周濠（推定最大幅約80メートル）が巡らされ、周濠を含めた古墳総長は約120メートルを測る。埋葬施設は後円部における古式の片袖式横穴式石室で、南方向に開口し、内部に木棺を据えた。石室内からは多数の副葬品が検出されている。
築造時期は、古墳時代後期の6世紀前半頃と推定される。郡川西塚古墳とはほぼ同時期・同規模で、大型石室と豊富な副葬品を伴うことから、郡川西塚古墳とともに中河内地域の有力首長墓とされる。また楽音寺・大竹古墳群（4-5世紀代）に代わる新興の首長墓に位置づけられるとともに、東方の高安千塚古墳群の築造の契機となった点でも重要視される古墳になる。被葬者は明らかでないが、郡川西塚古墳・愛宕塚古墳とともに物部氏との関係を指摘する説がある。

## 遺跡歴
- 1897年（明治30年）、開墾中に石室発見。副葬品の多数出土（鉄剣以外は現在は個人所蔵）[1]。
- 1923年（大正12年）の『中河内郡誌』に、東塚が小丘のまま住宅地となる旨の記述[1]。
- 1928年（昭和3年）、陸軍特別大演習に伴う新道開通の際に土取り。壺類の出土[1]。
- 1969年（昭和44年）頃には築山として残存[1]。
- 2000年度（平成12年度）、遺構確認調査（八尾市教育委員会）[1]。
- 2001年度（平成13年度）、第1次調査（八尾市文化財調査研究会）[1]。
- その後、宅地化に伴い墳丘消滅。

## 墳丘
墳丘の規模は次の通り（1948年（昭和23年）の国土地理院空中写真および2000年度（平成12年度）の確認調査に基づく推定値）。
- 古墳総長：約120メートル - 周濠を含めた全長。
- 墳丘長：約60メートル
- 後円部 直径：約30メートル
- 前方部 長さ：約30メートル

## 埋葬施設
埋葬施設としては、後円部において左片袖式の横穴式石室が構築されており、南方向に開口した。石室の規模は次の通り。
- 玄室：長さ5.1メートル、幅3メートル
- 羨道：長さ2.7メートル、幅1.5メートル

羨道は玄室よりも0.3メートル高く、玄室に向かって傾斜するという初期の横穴式石室の特徴を示す。玄室内では奥壁付近に東西方向に木棺が据えられ、棺内外において多数の副葬品が検出されている。また副葬品の配置から、側壁に別の追葬棺の存在も推定される。
なお、郡川西塚古墳は右片袖式であり、郡川東塚古墳とは逆である点が注意される。

## 出土品
これまでに確認されている副葬品は次の通り（1897年（明治30年）の開墾時出土品および2000年度（平成12年度）の確認調査出土品）。
|          | 開墾時出土品 （1897年）                                                                | 確認調査出土品 （2000年度）                       |
| -------- | -------------------------------------------------------------------------------------- | ------------------------------------------------- |
| 鏡       | 画文帯神獣鏡1                                                                          |                                                   |
| 装身具   | 耳環4 勾玉6 碧玉製管玉32 ヒスイ製棗玉1 水晶製六角玉1 水晶製切子玉30 青色ガラス製小玉84 | 碧玉製管玉1                                       |
| 武器     | 刀剣類40-50                                                                            | 鉄剣破片1 長頸鏃2                                 |
| 武具     |                                                                                        | 挂甲小札8                                         |
| 馬具     |                                                                                        | 鞖金具1 鉸具1 磯金具破片1                         |
| 土器     | 須恵器 長頸壺1                                                                         | 須恵器 坏身1 須恵器 坏蓋5 土師器 高坏2 土師器 甕1 |
| 1. 2. 3. |                                                                                        |                                                   |

画文帯神獣鏡は直径21センチメートルを測る。「吾作明竟」で始まる銘文を有し、江田船山古墳（熊本県）出土鏡・新沢千塚109号墳（奈良県）出土鏡・勝福寺北古墳（兵庫県）出土鏡・丸山塚古墳（福井県）出土鏡などと同型式とされる。短期間で畿内から各地に分散した鏡であるため、鏡の配布による畿内ヤマト王権と各地域首長との政治的関係が示唆される。また須恵器はMT15-TK10古段階型式期とされる。
1897年（明治30年）の開墾時出土品のうち、刀剣類以外は久保田家所蔵品として伝世されている。そのうち画文帯神獣鏡は1935年（昭和10年）5月20日に国の重要美術品に認定されている。
そのほかの出土品として、墳丘外表で検出された円筒埴輪（朝顔形埴輪含む）・形象埴輪（蓋形埴輪）がある。埴輪はいずれも窖窯焼成で、胎土によれば在地品（東方生駒山麓）と搬入品（藤井寺市土師ノ里付近、柏原市田辺付近）の2種に分類される。

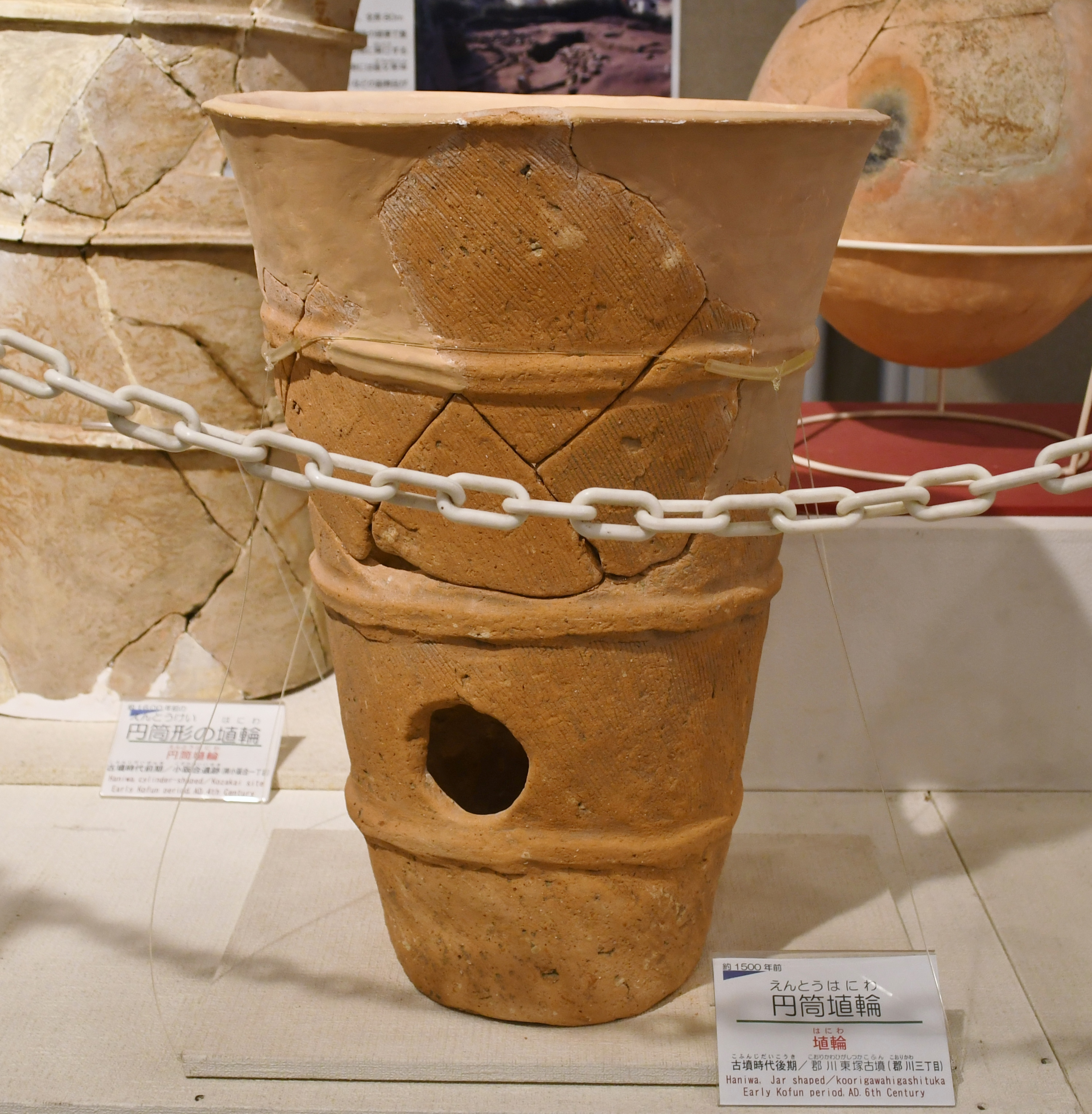
円筒埴輪 八尾市立埋蔵文化財調査センター展示。

## 関連文献
（記事執筆に使用していない関連文献）
- 「郡川東塚古墳（2000-306）の調査」『八尾市内遺跡平成13年度発掘調査報告書I（平成13年度国庫補助事業）』八尾市教育委員会〈八尾市文化財調査報告46〉、2002年。 - リンクは奈良文化財研究所「全国遺跡報告総覧」。
- 「郡川東塚古墳（第1次調査）」『八尾市立埋蔵文化財調査センター報告7（平成17年度）』八尾市教育委員会・八尾市文化財調査研究会、2006年。